# Panarukan (ort i Indonesien)
Panarukan är en ort i Indonesien.   Den ligger i provinsen Jawa Timur, i den västra delen av landet, 800 km öster om huvudstaden Jakarta. Panarukan ligger 9 meter över havet och antalet invånare är 30 749.
Terrängen runt Panarukan är varierad. Havet är nära Panarukan norrut.Runt Panarukan är det ganska tätbefolkat, med 207 invånare per kvadratkilometer. Närmaste större samhälle är Situbondo, 10,1 km öster om Panarukan. Omgivningarna runt Panarukan är en mosaik av jordbruksmark och naturlig växtlighet.